# Saverio Raimondo
Saverio Raimondo (Roma, 20 gennaio 1984) è un comico, conduttore televisivo, conduttore radiofonico, autore televisivo e umorista italiano.

## Biografia

### Televisione
Nel 2002 è autore per Serena Dandini nelle due edizioni del programma Bra - Braccia rubate all'agricoltura, in onda su Rai 3. Nel 2007 esordisce come volto comico sul canale satellitare NessunoTv, divenuto poi RED TV nel 2008, e con il quale collabora fino a tutto il 2009 firmando e conducendo tre edizioni del talk satirico RaimondoVisione e, per una stagione, il giornaliero Abbasso Radio 2 - Il Contro-Fiorello trasmesso anche in radio da Radio Città Futura. Nel 2010, dopo una serie di ospitate all'interno di Tetris, su LA7 (condotto all'epoca da Luca Telese) debutta su Rai 2 all'interno del programma comico Stiamo tutti bene condotto da Belén Rodríguez.
Nel 2012 è fra i protagonisti del programma Un due tre stella di Sabina Guzzanti in onda su LA7. Nel 2013 affianca Caterina Guzzanti nel programma La prova dell'otto su MTV ed entra a fare parte del cast di Glob su Rai 3 con editoriali satirici. Durante la campagna elettorale per le elezioni politiche del 2013 alcuni i suoi video satirici sono andati in onda su Sky Uno. Nell'autunno dello stesso anno è l'inviato satirico de La gabbia, programma su LA7 condotto da Gianluigi Paragone; l'anno successivo, sempre nello stesso programma, realizza editoriali satirici, fino a dicembre 2014. Dal giugno 2014 è nel cast di Stand up Comedy  su Comedy Central Italia.
Realizza e conduce dal giugno 2015 CCN - Comedy Central News per Comedy Central Italia (canale 124 di Sky) fino alla quinta stagione, format che viene riproposto in varie nazioni e per il quale si aggiudica nel 2016 il "Premio Satira Politica della TV" durante le premiazioni della 44ª edizione del Premio Satira Politica Forte dei Marmi. Dalla sesta stagione il programma vede la conduzione da Michela Giraud. A maggio 2016 partecipa a Dov'è Mario?, serie televisiva di Corrado Guzzanti in onda su Sky Atlantic. Dal 2017 ricopre il ruolo di panelist nella seconda edizione di Sbandati su Rai 2. Commenta insieme a Carolina Di Domenico le semifinali dell'Eurovision Song Contest 2018 in diretta su Rai 4, durante le quali a causa di alcune sue battute in diretta nei confronti di San Marino la tv sammarinese San Marino RTV chiede l'intervento sanzionatorio all'EBU che finisce però in un nulla di fatto.
Dal 25 giugno 2018 insieme all'ex senatore Antonio Razzi conduce sul canale Nove la striscia quotidiana Razzi vostri. L'11 agosto del 2018 partecipa insieme ad altri artisti a Vado al Massimo, serata evento in diretta dal Circo Massimo condotta da Andrea Delogu su TV2000. Dalla terza edizione entra a fare parte del cast de Le parole della settimana di Massimo Gramellini su Rai 3.
Nel gennaio del 2019, dopo la pubblicazione di alcuni retroscena che lo vedevano coinvolto nella realizzazione di alcuni contenuti per il Festival di Sanremo 2019, comunica sulle sue pagine dei social network la sua esclusione dal cast del DopoFestival, decisa da Rai 1 dopo le polemiche politiche sui migranti tra il Vicepremier e Ministro dell'Interno Matteo Salvini e il direttore del Festival Claudio Baglioni, polemiche che tra le altre cose sarebbero oggetto di satira nei suoi interventi già previsti durante le serate sanremesi. È per Comedy Central Italia che alla fine realizza contenuti per il web durante la settimana sanremese con lo spin-off del suo programma tv CCN: Missione Sanremo e a metà febbraio per il programma tv CCN: Speciale Sanremo.
Da settembre 2019 un suo intervento satirico viene ospitato settimanalmente all'interno del programma di Rai 1 Porta a Porta di Bruno Vespa. Nel dicembre del 2020 debutta su Rai 4 in seconda serata con Pigiama Rave.
Con Ema Stokholma commenta l'edizione dell'Eurovision Song Contest 2021, le semifinali in diretta su Rai 4 e Rai Radio 2, mentre la finale solo su Rai Radio 2. Per RaiPlay realizzano invece la prima edizione dell'Italian Eurovision Party.
Nel 2021 presta la propria voce a Ercole Visconti, il cattivo del 24° film d'animazione della Pixar Luca, sia nella versione originale inglese che nel doppiaggio in italiano.
Pochi mesi dopo esordisce nel cinema "live action" in Belli Ciao, film di Gennaro Nunziante con Pio e Amedeo, e in Io e Angela, per la regia di Herbert Simone Paragnani, dove interpreta il ruolo del villain nel film e fronteggia Ilenia Pastorelli e Pietro Sermonti.

### Radio
Dopo un periodo di rodaggio come speaker all'interno del programma Radio 2 SuperMax, dal 14 luglio al 12 settembre 2014 conduce su Rai Radio 2 il programma umoristico-satirico Stand up. Alcuni dei suoi monologhi da stand-up comedian sono andati in onda nella trasmissione Ottovolante di Rai Radio 2. Ha partecipato come co-conduttore alla trasmissione radiofonica I sociopatici di Rai Radio 2 (2015-2016). Dal settembre del 2018 tiene una rubrica satirica nel programma radiofonico Caterpillar di Rai Radio 2.
Nell'estate del 2021 sostituisce Massimo Cirri nella versione estiva della storica trasmissione pomeridiana di Rai Radio 2 Caterpillar Estate. Durante le feste natalizie conduce con Caterina Balivo il programma radiofonico Cattivissim* su Rai Radio 2.
Nel 2022 prende il timone con Diletta Parlangeli di "Prendila Così" sempre su RaiRadio2

### Web
Nel novembre del 2008 apre il suo blog RaimondoShow che chiude nel dicembre 2012 con il debutto del suo sito ufficiale SaverioRaimondoShow, chiuso a sua volta nel 2014. Nel 2014 ha partecipato come ospite fisso alla trasmissione di Repubblica.it Webnotte. Al Festival di Sanremo 2015 presenta il #Dopofestival, insieme a Sabrina Nobile, andato in onda in streaming sul sito della Rai.
Con lo spettacolo Il Satiro Parlante disponibile da maggio 2019, fa il suo debutto sulla piattaforma di contenuti in streaming Netflix, spettacolo distribuito in contemporanea e sottotitolato in 190 paesi. Da marzo del 2020 per il periodo di lockdown dovuto alla pandemia di COVID-19 in Italia trasmette in tarda serata sulla propria pagina YouTube COVID Late Night, uno show ironico in diretta streaming dalla propria abitazione con vari ospiti in collegamento. Partecipa anche come resident a Tutti a casa, programma di Francesco Lancia e Francesco De Carlo.

### Attività editoriale
Dal 2011 al 2013 ha scritto ogni settimana su "Il misfatto", inserto satirico de il Fatto Quotidiano. Il 5 aprile 2018 esce il suo primo libro umoristico Stiamo calmi - Come ho imparato a non preoccuparmi e ad amare l'ansia edito da Feltrinelli. Il 5 novembre 2019 esce Io esisto, Babbo Natale vuota il sacco edito da Planeta DeAgostini dove Saverio Raimondo dà voce a Babbo Natale e lo fa rispondere a tutte le lettere che ha ricevuto nel corso degli anni. Da marzo del 2020 tiene su La Repubblica la rubrica Asterisc*. Per Il Foglio tiene invece la rubrica settimanale Saverio ma giusto. Dal 2021 scrive per Robinson, inserto culturale del quotidiano La Repubblica, la rubrica Il Recensomane.

### Performance Live
Dal 2009 si esibisce regolarmente come stand-up comedian. Ha fatto parte del progetto Satiriasi e nel 2012 ha fondato il Cocktail Comedy Club dell'Oppio Caffè a Roma. Dal 2017 ha organizzato Santeria Comedy Club al Santeria Social Club di Milano, dove si è esibito regolarmente. Dal 2017 si esibisce nei club con Saverio Raimondo Live, tour nazionale del suo spettacolo di stand up comedy.

## Filmografia

### Film
- Amore oggi, regia di Giancarlo Fontana e Giuseppe G. Stasi (2014)
- Belli ciao, regia di Gennaro Nunziante (2022)
- Io e Angela, regia di Herbert Simone Paragnani (2022)
- Flaminia, regia di Michela Giraud (2024)

### Serie TV
- Dov'è Mario?, regia di Edoardo Gabbriellini - serie tv, 1 episodio (Sky Atlantic, 2016)

### Cortometraggi
- Finché c'è vita c'è speranza, regia di Valerio Attanasio (2015)

### Doppiatore
- Luca, regia di Enrico Casarosa (2021) - Ercole Visconti, sia nella versione americana che in quella italiana
- Troppo cattivi, regia di Pierre Perifel (2022) - Professore Rupert Marmellata IV
- Digman! - Roberto
- Troppo cattivi 2, regia di Pierre Perifel e di JP Sans (2025) - Professore Rupert Marmellata IV

## Programmi TV
- Raimondo-Visione (RED TV, 2007-2009)
- Abbasso Radio 2 - Il Contro-Fiorello (RED TV, 2009)
- Tetris (LA7, 2010)
- Stiamo tutti bene (Rai 2, 2010)
- Un mondo alla fine (Rai 4, 2011)
- Un, Due, Tre, Stella! (LA7, 2012)
- Gli Sgommati (Sky Uno, 2013)
- La prova dell'otto (MTV, 2013)
- Glob (Rai 3, 2013)
- La gabbia (LA7, 2013-2014)
- Stand up Comedy (Comedy Central, 2014-2017, 2022, 2024)
- CCN - Comedy Central News (Comedy Central, 2015-2019)
- Sbandati (Rai 2, 2017-2018)
- Eurovision Song Contest (Rai 4, 2018, 2021; Rai Radio 2, 2023) Commentatore
- Razzi vostri (Nove, 2018)
- Vado al massimo (TV2000, 2018)
- Le parole della settimana (Rai 3, 2018-2023)
- TV Talk (Rai 3, dal 2019) Opinionista
- CCN: Speciale Sanremo (Comedy Central, 2019)
- Porta a Porta (Rai 1, 2019-2021)
- Comedians in Quarantine (Comedy Central, 2020)
- Pigiama Rave (Rai 4, 2020-2021)
- Data Comedy Show (Rai 2, 2021)
- Sanremo con voi (Rai Italia, 2022)
- Tim Summer Hits (Rai 2 e Radio Italia TV, 2022)
- Radio2 Social Club (Rai 2, dal 2022)
- Comedy Central Presents (Comedy Central, 2023)
- In altre parole (LA7, dal 2023)
- Tango (Rai 2, dal 2023)
- In&Out - Niente di serio (TV8, 2025)

## Radio
- Abbasso Radio 2 - Il Contro-Fiorello (Radio Città Futura, 2009)
- Radio 2 SuperMax (Rai Radio 2, 2014)
- Stand Up (Rai Radio 2, 2014)
- I Sociopatici (Rai Radio 2, 2015-2016)
- Caterpillar (Rai Radio 2, 2018-2021)
- Eurovision Song Contest (Rai Radio 2, 2021- 2023) commentatore
- Caterpillar Estate (Rai Radio 2, 2021)
- Cattivissim* (Rai Radio 2, 2021)
- CaterNatale (Rai Radio 2, 2022-2023)
- CaterEstate (Rai Radio 2, dal 2022)
- Radio2 Social Club (Rai Radio2, dal 2022)
- Prendila Così (Rai Radio 2, dal 2022)
- Aspettando Sanremo (Rai Radio 2, 2023)
- Capodanno con Radio2 (Rai Radio 2, 2024)
- Prendila Così a Sanremo (Rai Radio 2, 2025)

## Web
- Webnotte (RepubblicaTv, 2014)
- Esami - La serie, episodio "Matematica", di Edoardo Ferrario (YouTube, 2014)
- #Dopofestival (Rai.tv, 2015)
- CCN: Missione Sanremo (Comedy Central, 2019)
- Il satiro parlante (Netflix, 2019)
- Tutti a casa, resident nel programma di Francesco Lancia e Francesco De Carlo (YouTube, Facebook Watch e Twitch, 2020)
- COVID Late Night (YouTube, 2020)
- Italian Eurovision Party (RaiPlay, 2021)
- Da uno bravo, podcast original in 12 puntate (Audible, 2022)
- Batman - Un'Autopsia (Batman Unburied), una serie podcast sceneggiata da David S. Goyer, ruolo Mietitore (Warner Bros./Spotify 2022)
- Stand up Comedy (Paramount+ 2023)
- Il Foglio 2x, podcast giornaliero di rassegna stampa del quotidiano Il Foglio (2024)
- Nove sottolineature di voci, podcast di Teleperformance Italia (2024)
- MUBI Podcast: voci italiane contemporanee, Stagione 2, un podcast prodotto da MUBI Italia e Chora Media (2024)
- Libri crudi, (YouTube, 2024)
- VIECCE! La vita nei quartieri di Roma, episodio Trieste - Salario, podcast di Roma Capitale prodotto da MKcomm e Dopcast (2024)

## Libri
- Stiamo calmi - Come ho imparato a non preoccuparmi e ad amare l’ansia, Feltrinelli, 2018
- Io esisto, Babbo Natale vuota il sacco, DeA Planeta Libri, 2019
- A.A.V.V., Stand-up Comedy. La prima antologia italiana, Einaudi, 2019.
- Memorie di un elettore riluttante, Feltrinelli, 2022
- Humor, 8 compresse salvavita, AA.VV., Bompiani, 2024

## Discografia
- Live a Studio 33, (Hypercast, 2023)

## Premi
- Premio Satira Politica della TV - 44ª Edizione del Premio Satira Politica Forte dei Marmi, 2016
- Premio "Cinema e Parole" - Figari Film Festival, 2021
- Premio Podcast Santa Maria Maggiore, per il podcast Da uno bravo, 2022
- Arancia d'Oro alla Carriera - Festival dell'Umorismo "Cabaret, amoremio!" 2023
- Premio Satira Off - Premio Satira Politica Forte dei Marmi, 2024
- I Primi d'Italia, Foligno, 2024
- Premio Stand up Award "Paolo Villaggio" - Comicittà, 2025